# 松下香織
松下 香織（まつした かおり　1975年10月1日 - ）は、YBC山形放送の女性アナウンサー。

## 略歴
千葉県千葉市出身。渋谷教育学園幕張高等学校、共立女子短期大学卒業後、1996年にYBC入社。入社した年の秋から、早速ラジオの方で、『YBCハッピーロード』（火曜）と『"人間って素晴らしい"芹川晴夫の土曜生生ランド～5時間ですよ』の2本の生放送番組にパーソナリティとしてレギュラー出演。若手時代は「東北の巨乳アナ」として、当時NHK山形放送局勤務だった古瀬絵理と並び、注目される存在だった。
2016年3月、第37回NNSアナウンス大賞でラジオ部門大賞を受賞。

## 人物
子供の頃から卒業文集などに「将来なりたいものはアナウンサーかラジオDJ」と書いていた。「ラジオを担当しない自分が想像できない」というほどラジオ愛が深く、自分の家の車のカーラジオで聴いていた『吉田照美のやる気MANMAN!』（文化放送）が自分のラジオ愛の原点で、「（やる気MANMAN!に出演していた）小俣雅子さんみたいになりたい」とも思っていたという。

## 出演番組

### テレビ
- 月刊 元気一番"生"テレビ（土曜日）
- やまがた発!旅の見聞録（土曜日）ナレーション
- ズームイン!!SUPER（3代目山形担当キャスター、女性初）
- YBCニュース

### ラジオ
- 歌のない歌謡曲（月～金曜日）
- ミュージックブランチ（月・火曜日）
- SATURDAY RADIO HEAVEN 土曜はいっしょに…。（土曜日）
- マギー審司の耳よりラジオ （不定期）